# Batalla del delta del Rufiji
La batalla del delta del Rufiji es va lliurar a l'Àfrica Oriental Alemanya entre octubre de 1914 i juliol de 1915, durant la Primera Guerra Mundial, entre el creuer lleuger alemany SMS Königsberg i un poderós grup de vaixells de guerra britànics.
La batalla va ser una sèrie d'intents d'enfonsar el creuer alemany, que eventualment estava bloquejat, i que va finalitzar amb l'enfonsament del SMS Königsberg.

## Antecendents
El 1914, el vaixell alemany més poderós en l'oceà Índic era el creuer lleuger SMS Königsberg. Després d'una avaria del motor, el SMS Königsberg, juntament amb la seva nau d'abastament de Somàlia, va buscar refugi al delta del riu Rufiji per tal d'ocultar-se mentre que la seva maquinària danyada era transportada per terra cap a Dar es Salaam per a la seva reparació.
El creuer britànic HMS Chatham va descobrir el SMS Königsberg al delta a finals d'octubre.
El 5 de novembre, dos creuers britànics més (el HMS Dartmouth i el HMS Weymouth) van arribar a la zona i van bloquejar el vaixell alemany al delta.
A principis de novembre, el HMS Chatham va obrir foc a llarga distància contra els vaixells i va incendiar al vaixell somalí, però no va encertar al SMS Königsberg, que es va moure ràpidament.
Els vaixells britànics eren més poderosos que el SMS Königsberg, però no van ser capaços de navegar pel delta.
La tripulació del SMS Königsberg va camuflar la seva nau per a confondre'l amb el bosc al voltant del delta.

## El bloqueig
Els britànics van fer diversos intents d'enfonsar el SMS Königsberg, incloent l'atac amb un vaixell-torpede (amb escortes) que va ser fàcilment repel·lit per la força alemanya del delta.
Un blockship (el Newbridge) va ser enfonsat amb èxit pels britànics en una de les sortides del delta per a impedir la seva fugida; no obstant això, aviat es van adonar que el SMS Königsberg encara podia escapar a través d'un dels altres canals del delta. Es van ficar mines falses en alguns d'aquests canals, però eren un element de dissuasió dubtosa.

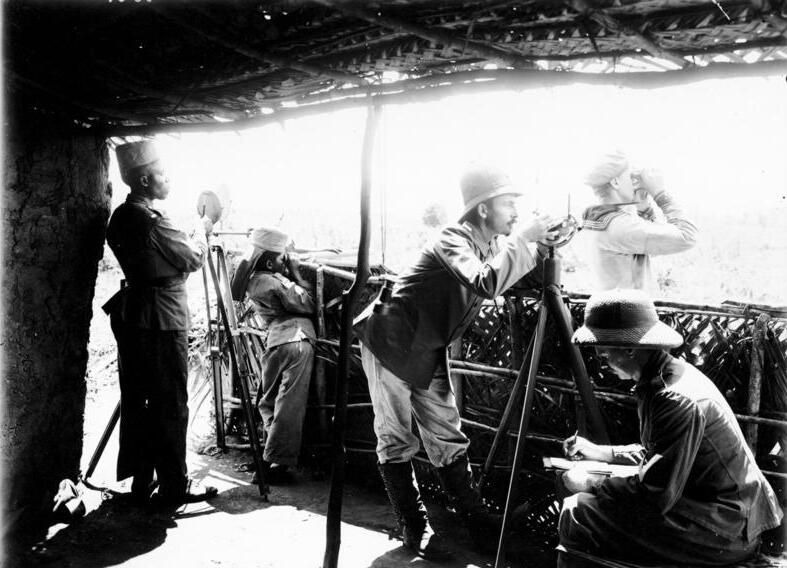
Un lloc d'observació de l'artilleria alemanya, que forma part de les defenses terrestres en el delta, al voltant del SMS Königsberg

Un pilot civil anomenat Cutler va ser contractat per a portar el seu hidroavió Curtiss per a efectuar reconeixements; el seu hidroavió va ser abatut, tot i que va verificar la presència del creuer elusiu. També es van portar al delta un parell d'hidroavions Sopwith de la Royal Naval Air Service (RNAS) per a explorar, i fins i tot per a bombardejar de la nau, però aviat es va enfonsar a causa de les condicions tropicals. Tres hidroavions Short  van tenir millor sorti i van aconseguir fotografiar la nau abans de quedar-se a terra per la calor tropical i pel foc alemany.
Els intents d'utilitzar els canons de 300 mm del vell cuirassat HMS Goliath per a enfonsar el creuer no van tenir èxit; una vegada més, les aigües poc profundes del delta van impedir que el cuirassat s'apropés fins a l'abast dels seus canons.
No obstant això, al març de 1915 els subministraments d'aliments eren escassos i molts dels membres de la tripulació a bord del SMS Königsberg van morir de malària i altres malalties tropicals. Aïllats del món exterior, la moral dels mariners va caure.

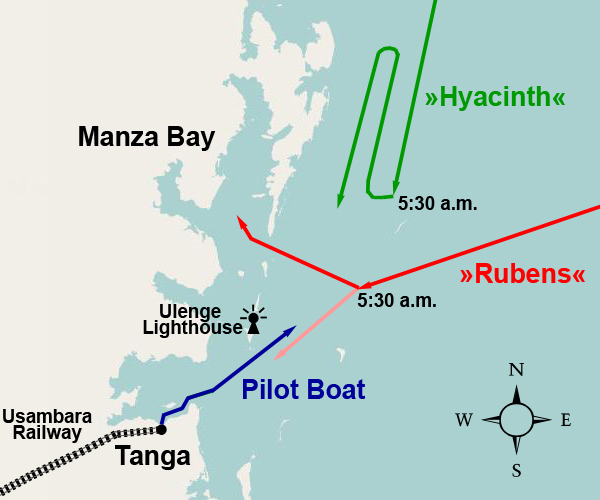
Fugida del Rubens fins a la badia de Manza, 1915

No obstant això, la situació va millorar temporalment amb un pla per a restablir el subministrament del vaixell i donar-li l'oportunitat de lluitar per a tornar a casa. Els alemanys van capturar un vaixell mercant britànic (Rubens), li van canviar el nom (Kronborg), li van posar una bandera danesa i van seleccionar alemanys que parlaven danès per a formar la seva tripulació. El vaixell es va carregar amb carbó, canons, municions, aigua dolça i subministraments. Després d'infiltrar-se amb èxit a les aigües de l'est d'Àfrica, va ser interceptat per l'alertat HMS Hyacinth, que el va perseguir fins a la badia de Manza. El vaixell es va veure atrapat i va ser incendiat per la seva tripulació, que van poder fugir. Posteriorment, els alemanys van salvar gran part del seu carregament, que va ser utilitzat en la campanya de terra i una part va ser transportat al SMS Königsberg.

## L'enfonsament

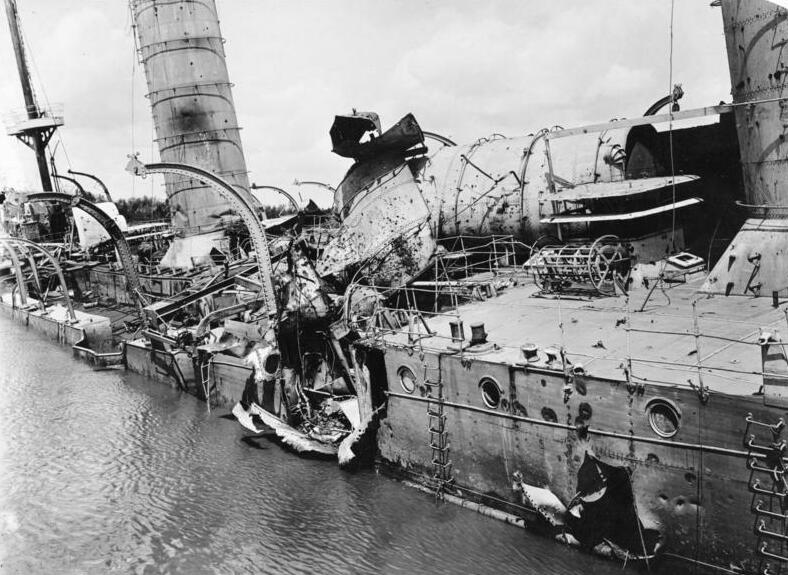
Danys del Königsberg causats per la batalla

Dos monitors de poc calat (HMS Mersey i HMS Severn) van ser remolcats de Malta fins al delta del Rufiji a través de la Mar Roja, i van arribar al delta al juny de 1915.
Es van eliminar els elements no essencials dels monitors, s'afegeixen armadures a sobre per a protegir-los dels bombardejos i van ser envoltats per la resta de la flota. La flota va rebre el suport d'una esquadrilla de quatre avions (dos Caudrons i dos Henry Farmans) de la propera base de l'illa de Mafia per a atacar a distància al SMS Königsberg i als seus suports en terra.
Malgrat que el HMS Mersey va ser colpejat, els monitors no van poder encertar els trets en el primer dia i van tornar de nou l'11 de juliol. Finalment, els seus canons de 150 mm van destruir l'armament del SMS Königsberg i gran part del vaixell. Al voltant de les 14.00 h, Max Loof va ordenar enfonsar el vaixell amb un torpede.
Després de la batalla, els britànics eren, sens dubte, el poder naval més fort en l'Oceà Índic.

## Conseqüències
L'endemà, 33 morts alemany van ser enterrats pels 188 tripulants restants. Es va col·locar una placa amb el text «Beim Untergang SMS Königsberg am 11.7.15 gefallen ...» (Als caiguts en l'enfonsament del SMS Königsber al 11.7.17...) prop de les tombes, seguit d'una llista dels noms dels morts.

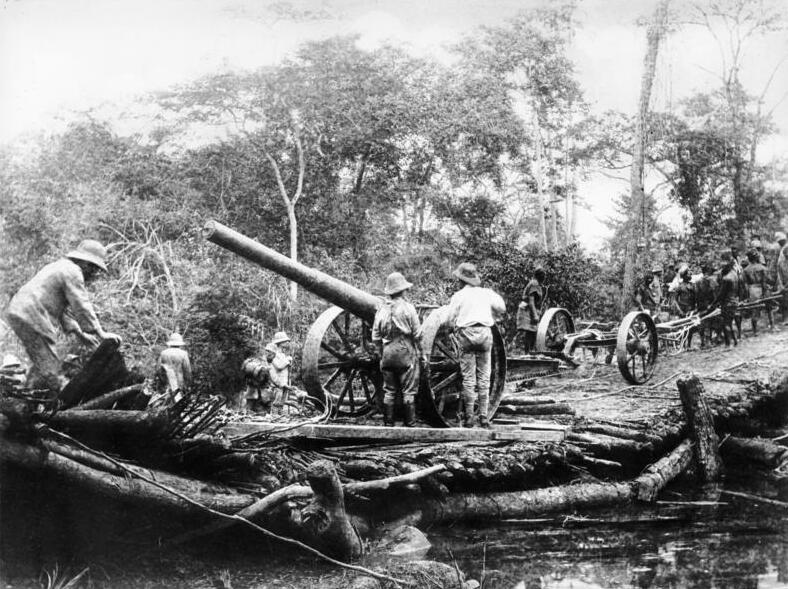
Soldats alemanys transportant els canons del Königsberg

Els alemanys van recuperar deu canons de tir ràpid de 105 mm del SMS Königsberg i els van muntar de forma improvisada en carros. Aquests canons van ser utilitzats amb gran èxit com canons de campanya de gran abast en la seva campanya de guerrilles contra els aliats en tota Àfrica Oriental. Els canons que van ser utilitzats en les fortificacions del port de Dar es Salaam es van muntar al vaixell de passatgers Graf von Götzen; no es va treure l'últim canó fins a l'octubre de 1917.
La tripulació supervivent del SMS Königsberg va passar a servir com a tropes de terra al comandament del general Paul von Lettow-Vorbeck.
Només han sobreviscut tres canons de 105 mm del SMS Königsberg; un està exhibit fora del Fort Jesús en Mombasa (Kenya), un altre està a l'exterior de l'Union Bulding en Pretòria (Sud-àfrica), i el tercer està en Jinja Barracks en Uganda. Hi ha rumors de l'existència d'un altre canó al Congo, però no hi ha detalls que ho confirmin.